# Saint-Amant-Tallende
Saint-Amant-Tallende är en kommun i departementet Puy-de-Dôme i regionen Auvergne-Rhône-Alpes i centrala Frankrike. Kommunen ligger i kantonen Saint-Amant-Tallende som tillhör arrondissementet Clermont-Ferrand. År 2022 hade Saint-Amant-Tallende 1 811 invånare.

## Befolkningsutveckling
Antalet invånare i kommunen Saint-Amant-Tallende
| Referens: INSEE |